# USS Gwin (DM-33)
O USS Gwin foi um contratorpedeiro da Marinha dos Estados Unidos membro Classe Robert H. Smith que serviu durante a Segunda Guerra Mundial e Guerra da Coréia.

## História
O Gwin participou do bombardeio da ilha de Iwo Jima na Batalha de Iwo Jima, esteve também em Okinawa. Foi alvo de sucessivos ataques de kamikazes.
O barco foi condecorado com a Navy Unit Commendation e Battle Stars por relevantes serviços durante a Guerra.
O navio foi transferido para a Marinha da Turquia em 15 de Agosto de 1971 e renomeado TCG Muavenet (MS-357). O navio foi seriamente danificado por um míssil Sea Sparrow, disparado por acidente pelo porta-aviões USS Saratoga (CV-60) durante exercício da OTAN em outubro de 1992 . O navio foi sucateado em 1993.